# Peggy Sue s'est mariée
Pour les articles homonymes, voir Sue.
Pour plus de détails, voir Fiche technique et Distribution.
Peggy Sue s'est mariée (Peggy Sue Got Married) est un film américain réalisé par Francis Ford Coppola, sorti en 1986.
Le film est un succès critique et surtout commercial. Il reçoit par ailleurs plusieurs nominations aux Oscars et aux Golden Globes.

## Résumé
1985. Accompagnée de sa fille Beth (Helen Hunt), Peggy Sue Bodell (Kathleen Turner) part pour une réunion d'anciens élèves de l’école Buchanan High, pour les 25 ans de leur sortie. Peggy Sue s'y rend avec hésitation : elle vient de se séparer de Charlie (Nicolas Cage), son ancien amour de jeunesse devenu aujourd'hui son mari. Elle sait que tout le monde va l'interroger sur l'absence de son époux.
Peggy Sue arrive à la réunion et elle est malgré tout heureuse de renouer avec ses vieilles amies, Maddy (Joan Allen) et Carol (Catherine Hicks). Tous les anciens élèves se remémorent les souvenirs d'école et combien les temps et les gens ont changé. Charlie arrive à l'improviste à la réunion, mettant mal à l'aise Peggy Sue qui ne s'y attendait pas, mais sa gêne s'envole lorsque le Maître de cérémonie annonce qui seront « le roi et la reine » de la réunion. Le roi est Richard Norvik (Barry Miller), un ancien camarade de classe particulièrement bûcheur, devenu génie de l'informatique et multimillionnaire. Peggy Sue est élue comme reine, mais en arrivant sur la scène, elle s'évanouit. 
Quand elle se réveille, elle se rend compte qu'elle est revenue au printemps de 1960, sa dernière année d'école. Croyant être morte, Peggy Sue comprend être retournée dans le temps. Elle est bouleversée de voir des membres âgés de sa famille redevenus si jeune et de parler à certains qui sont morts depuis. Elle assiste à des classes d’école et retrouve ses amies et leurs petits-amis, tous très jeunes. Peggy est toute troublée dans ce monde à la fois nouveau et ancien, mais elle est tout excitée par cette possibilité de revivre l’école et de dire des choses qu'elle avait toujours refoulées, et d'apporter son expérience d'adulte à sa nouvelle jeunesse. Elle saisit par ailleurs l'occasion pour se réconcilier avec sa jeune sœur Nancy (Sofia Coppola). Ce qui lui déplaît, c'est qu'elle est encore liée à Charlie. Elle rompt avec lui et a une passade avec Michael Fitzsimmons (Kevin J. O'Connor) — le garçon de l'école, avec lequel elle avait toujours regretté de n'avoir pas couché.
Bien vite elle se rend compte que ce Charlie (à 18 ans) n'est pas le même que le Charlie adultère qu'elle a quitté en 1985 — et Peggy recommence à tomber amoureuse de lui, même si leur relation est toujours difficile. Pendant ce temps, elle prend contact avec Richard, jeune mais toujours polarisé sur les études, et lui demande ce qu'il pense des voyages dans le temps.

## Fiche technique
- Titre français : Peggy Sue s'est mariée
- Titre original : Peggy Sue Got Married
- Réalisation : Francis Ford Coppola
- Scénario : Jerry Leichtling et Arlene Sarner
- Musique : John Barry
- Photographie : Jordan Cronenweth
- Montage : Barry Malkin
- Production : Paul R. Gurian
- Sociétés de production : TriStar, Rastar Pictures, Zoetrope Studios et Delphi V Productions
- Société de distribution : TriStar
- Pays de production :  États-Unis
- Langue originale : anglais
- Format : Couleur - Mono - 35 mm - 1.85:1
- Genre : comédie dramatique et fantastique
- Durée : 103 minutes
- Budget : 18 000 000 $[1]
- Dates de sortie :
  - États-Unis : 5 octobre 1986 (festival du film de New York)
  - États-Unis : 10 octobre 1986 (sortie nationale)
  - France : 7 janvier 1987

## Distribution
- Kathleen Turner (VF : Béatrice Delfe) : Peggy Sue Bodell (née Kelcher)
- Nicolas Cage (VF : Patrick Préjean) : Charlie Bodell
- Barry Miller (VF : Jean-Pierre Dorat) : Richard Norvik
- Catherine Hicks (VF : Béatrice Agenin) : Carol Heath
- Joan Allen (VF : Jeanine Forney) : Maddy Nagle
- Kevin J. O'Connor (VF : Éric Legrand) : Michael Fitzsimmons
- Jim Carrey (VF : Vincent Ropion) : Walter Getz
- Lisa Jane Persky (VF : Dorothée Jemma) : Delores Dodge
- Barbara Harris (VF : Perrette Pradier) : Evelyn Kelcher
- Don Murray (VF : Bernard Tiphaine) : Jack Kelcher
- Sofia Coppola (VF : Françoise Dasque) : Nancy Kelcher
- Helen Hunt : Beth Bodell
- Wil Shriner : Arthur Nagle
- Don Stark (VF : Jean-François Vlérick) : Doug Snell
- Lucinda Jenney : Rosalie Testa
- Maureen O'Sullivan (VF : Paule Emanuele) : Elizabeth Alvorg
- Leon Ames (VF : Henri Labussière) : Barney Alvorg
- John Carradine (VF : Louis Arbessier) : Leo
- Ken Grantham (VF : Jean-Pierre Leroux) : M. Snelgrove
- Morgan Upton (VF : Roger Lumont) : M. Gilfond
- Marshall Crenshaw : un musicien

Source VF : AlloDoublage

## Production

### Genèse, développement et attribution des rôles
Le rôle principal est initialement prévu pour Debra Winger, sous la direction de Jonathan Demme. Ce dernier quitte finalement le projet, pour divergences artistiques. Debra Winger contacte ensuite Penny Marshall pour réaliser le film. Penny Marshall imagine alors Tom Hanks et Sean Penn dans les rôles principaux. Cependant, les producteurs ne sont pas convaincus par Penny Marshall, qui n'a alors réalisé aucun long métrage. La réalisation est alors confiée à Francis Ford Coppola. Après un accident de vélo, Debra Winger n'est plus disponible. Le rôle de Peggy Sue revient alors à Kathleen Turner.
Steve Guttenberg a auditionné pour le rôle de Charlie. Dans sa biographie The Guttenberg Bible, il avouera avoir passé plus de temps à questionner le réalisateur sur Le Parrain (1972). Le rôle est par ailleurs refusé par Dennis Quaid, pour tourner Big Easy : Le Flic de mon cœur. C'est finalement Nicolas Cage, neveu de Francis Ford Coppola, qui obtient le rôle. Il était déjà présent dans Rusty James (1983) et Cotton Club (1984). 
Il s'agit de l'un des derniers films de John Carradine et du dernier de Leon Ames.

### Tournage
Le tournage a lieu en Californie : notamment à Santa Rosa (et son lycée), Petaluma et Cloverdale.

## Bande originale
La musique du film est composée par John Barry. L'album de la bande originale, édité par Varèse Sarabande, contient également des chansons précédentes dans le film, dont la chanson qui a donné son titre au film, Peggy Sue Got Married de Buddy Holly. Certaines chansons présentes dans le film sont cependant absentes de l'album, notamment Tequila de The Champs, Shimmy Shimmy Ko Ko Bop de Little Anthony and the Imperials ou encore Finger Poppin Time de Hank Ballard.
Liste des titres
1. Peggy Sue's Homecoming - 3:28
2. Charlie's Unplayed Guitar - 2:24
3. Did We Break Up? - 2:39
4. Charlie, I Had The Strangest Experience - 5:48
5. Peggy Sue Got Married (interprété par Buddy Holly) - 1:50
6. I Wonder Why (interprété par Dion and the Belmonts) - 2:22
7. He Don't Love You (interprété par Nicolas Cage avec Pride & Joy) - 3:11
8. A Teenager in Love (interprété par Dion and the Belmonts) - 2:37
9. You Belong To Me (interprété par Marshall Crenshaw Band) - 2:36

## Accueil
Le film reçoit des critiques globalement positives. Sur l'agrégateur américain Rotten Tomatoes, il récolte 86% d'opinions favorables pour 28 critiques et une note moyenne de 6,77⁄10. Sur Metacritic, il obtient une note moyenne de 74⁄100 pour 14 critiques. Les célèbres critiques américains Roger Ebert et Gene Siskel placent tous deux le film dans leur top 10 de 1986 : à la 9e pour le premier et à la 5e pour le second.
Le film est un succès au box-office avec 41 382 841 $ récoltés rien que sur le sol américain. C'est le premier succès commercial pour le réalisateur depuis Outsiders (1983). En France, il totalise 425 984 entrées.

## Distinctions principales

### Récompenses
- National Board of Review Awards 1986 : meilleure actrice pour Kathleen Turner et Top Ten Films[10]
- BMI Film and TV Awards 1987 : BMI Film Music Award pour John Barry
- American Society of Cinematographers Awards 1987 : meilleure photographie d'un long métrage pour Jordan Cronenweth

### Nominations
- Oscars 1987 : meilleure actrice pour Kathleen Turner, meilleure photographie pour Jordan Cronenweth et meilleure création de costumes pour Theadora Van Runkle
- Golden Globes 1987 : meilleur film musical ou de comédie et meilleure actrice pour Kathleen Turner
- Saturn Awards 1987 : meilleur film de science-fiction, meilleure actrice pour Kathleen Turner et meilleurs costumes pour Theadora Van Runkle

## Commentaires
En 1960, Peggy prévient sa sœur de ne pas manger les M&M's rouges, car il a été admis que certains produits colorants étaient dangereux.
Il n'est jamais révélé si Peggy Sue rêve ou voyage réellement dans le passé. À la fête, on peut entendre la chanson Just A Dream (« juste un rêve ») de Jimmy Clanton puis plus tard une autre chanson de Stephen Foster, Beautiful Dreamer (« beau rêveur » en français). De plus, peu après son réveil en 1960, Peggy Sue aperçoit au plafond un ballon en BoPet (en) de la fête de 1985 qui n'existait pas encore en 1960.

## Comédie musicale
Le film est adapté en comédie musicale. Les scénaristes du film, Jerry Leichtling et Arlene Sarner, signent le livret alors que la musique est composée par Bob Gaudio. La première a lieu à West End à Londres en 2001. Malgré des critiques positives, les attentats du 11 septembre 2001 stoppent le spectacle.